# (59833) Danimatter
(59833) Danimatter (1999 RZ36) – planetoida z grupy pasa głównego asteroid okrążająca Słońce w ciągu 5,38 lat w średniej odległości 3,07 j.a. Odkryta 3 września 1999 roku.